# Diffusionsflamme

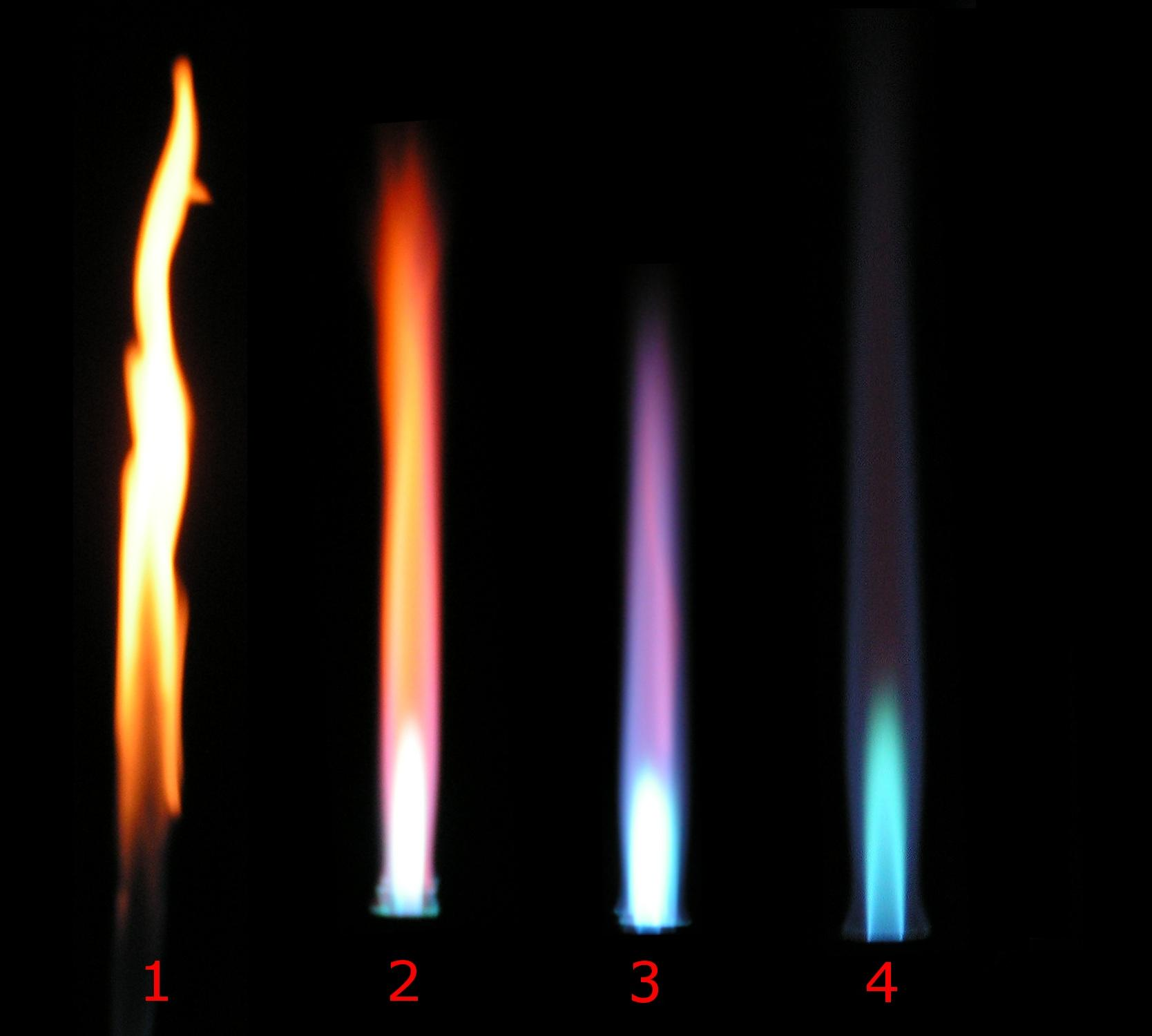
Verschiedene Flammentypen in Abhängigkeit von der Luftmenge, die das Luftventil passiert:
1 Ventil geschlossen (Diffusionsflamme)
2 Ventil zur Hälfte geöffnet
3 Ventil fast vollständig offen
4 Ventil voll geöffnet (Vormischflamme)

Unter Diffusionsflamme versteht man die Flamme eines Bunsenbrenners, die ohne Luftvormischung brennt. Der zur Verbrennung notwendige Sauerstoff diffundiert – wie auch alle anderen Luftanteile – über den Flammenrand in die Flamme hinein, weshalb sie zu ihrem Kern hin immer schlechter mit Sauerstoff versorgt wird. Im Kern verbrennt der Brennstoff deshalb nur zum Teil.
Laminare Diffusionsflammen werden wegen der hohen unverbrannten Anteile, die man am starken Rußen der Flammen erkennt, in der Technik nur noch als Zündflamme eingesetzt und im Alltag als Kerzenflamme. Frühere Ölöfen arbeiteten auch nach diesem Prinzip; dies ist allerdings technisch veraltet.
Turbulente Diffusionsflammen spielen nach wie vor eine bedeutende Rolle in der Energietechnik, hauptsächlich in der technischen Verbrennung fester und flüssiger Brennstoffe, so zum Beispiel in Dieselmotoren oder Ottomotoren mit Direkteinspritzung.

## Teilbereiche
Die Diffusionsflamme lässt sich in drei Teilbereiche einteilen:
- Einen kalten Bereich am Beginn der Verbrennungsstrecke, d. h. in der unmittelbaren Nähe des Gas- bzw. Ölaustritts. In diesem Bereich findet keine nennenswerte Reaktion statt, der Flammenkern besteht aus unverbranntem Gas bzw. Öl.
- Der zweite Bereich wird leuchtend genannt, in ihm glüht der durch die Hitze des Flammensaumes vom Kohlenwasserstoff abgespaltene Kohlenstoff mit gelber Farbe. Daher spricht man auch von einer Gelbflamme.
- Der dritte Bereich ist der äußere, heiße Flammenrand, in dem sich die exotherme Verbrennungsreaktion zu Kohlendioxid und Wasserdampf abspielt.

Zur Ursache der verschiedenen Farben dieser Flammen siehe Flammencharakterisierung.

## Vormischflamme
Das Gegenteil einer Diffusionsflamme wird auch als Vormischflamme bezeichnet. Hierbei wird dem Brennstoff bereits vorher der Sauerstoff zugemischt, wodurch die Verbrennung vollständiger und somit heißer ablaufen kann. Außerdem ist eine deutliche Zunahme der Geräuschentwicklung (rauschende Flamme) festzustellen. Zwischenarten der Diffusionsflamme und der Vormischflamme werden Teilvormischflammen genannt.